# Virginie Ledoyen
Virginie Ledoyen, rodným jménem Virginie Fernández (* 15. listopadu 1976 Aubervilliers), je francouzská herečka.

## Profesionální kariéra
Od dvou let pracovala jako fotomodelka a později začala používat umělecké jméno „Ledoyen“, což bylo rodné příjmení babičky z matčiny strany, která byla divadelní herečkou.
Průlom v její kariéře přišel s filmem La Fille seule (1995), za který byla nominovaná na Césara (francouzskou obdobu Oscara). Její nejznámější rolí za hranicemi Francie byla Françoise ve filmu Pláž (The Beach, 2000), kde se objevila po boku Leonarda DiCapria.
Dne 29. srpna 2001 se jí narodilo první dítě. Dceru pojmenovala Lila.

## Filmografie
- Les Exploits d'un jeune Don Juan (1987)
- Lo más natural (1991)
- Le Voleur d'enfants (1991)
- Mima (1991)
- Les Marmottes {Svišti} (1993)
- La Folie douce (1994)
- L'Eau froide (1994)
- La Fille seule (1995)
- La Cérémonie {Slavnost} (1995)
- Sur la route (1995)
- Les Sensuels (1995)
- Mahjong (1996)
- Ma 6-T va crack-er (1997)
- Héroïnes (1997)
- Marianne (1997)
- Jeanne et le garçon formidable (1998)
- A Soldier's Daughter Never Cries {Vojákova dcera nepláče} (1998)
- Fin août, début septembre (1998)
- En plein coeur (1998)
- The Beach {Pláž} (2000)
- De l'amour (2001)
- 8 femmes {Osm žen} (2002)
- Josy (2002)
- Mais qui a tué Pamela Rose? {Kdo zabil Pamelu Rose?} (2003)
- Bon Voyage {Šťastnou cestu} (2003)
- Saint Ange {Sanatorium} (2004)
- Holly (2005)
- Dablér (2006)
- Seed of Contention (2006)